# Schloss Unteraufseß

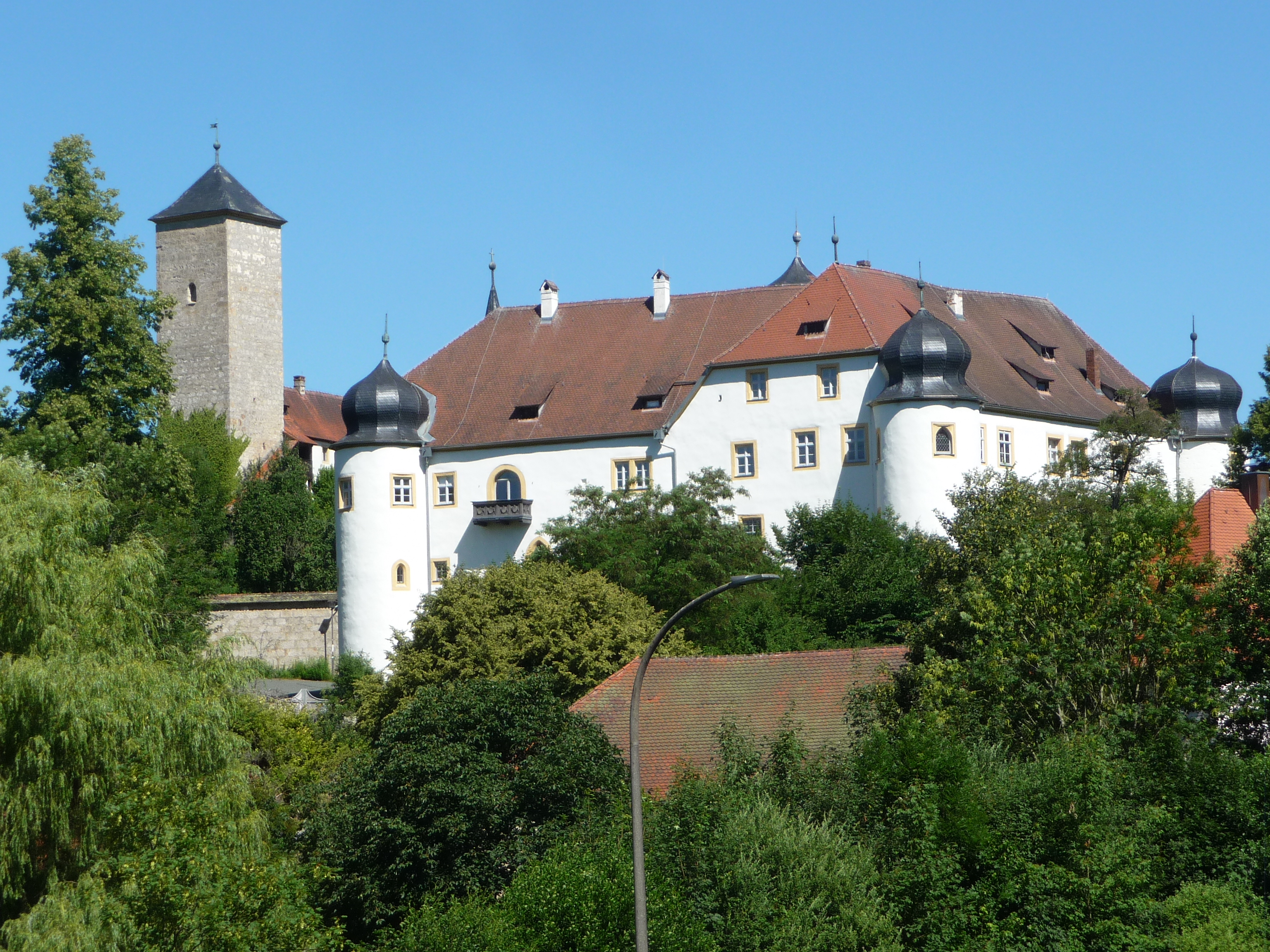
Schloss Unteraufseß

Das Schloss Unteraufseß (Burg Aufseß) ist ein Schloss in Aufseß im oberfränkischen Landkreis Bayreuth. Die Anlage gehört zu den ältesten in Oberfranken und geht wahrscheinlich auf das 11. Jahrhundert zurück.

## Geschichte und Baugestalt

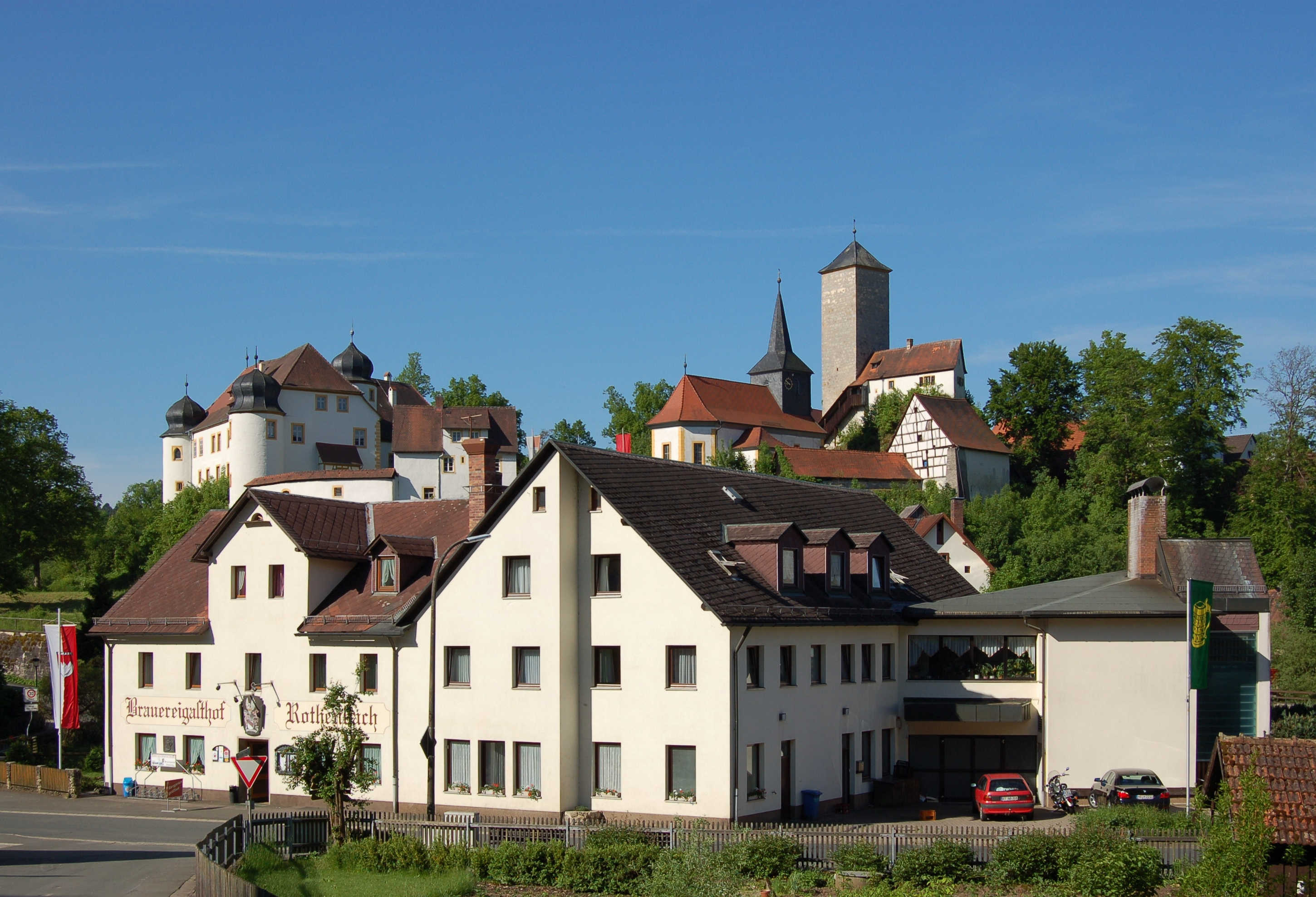
Schloss mit Schlosskirche und Bergfried

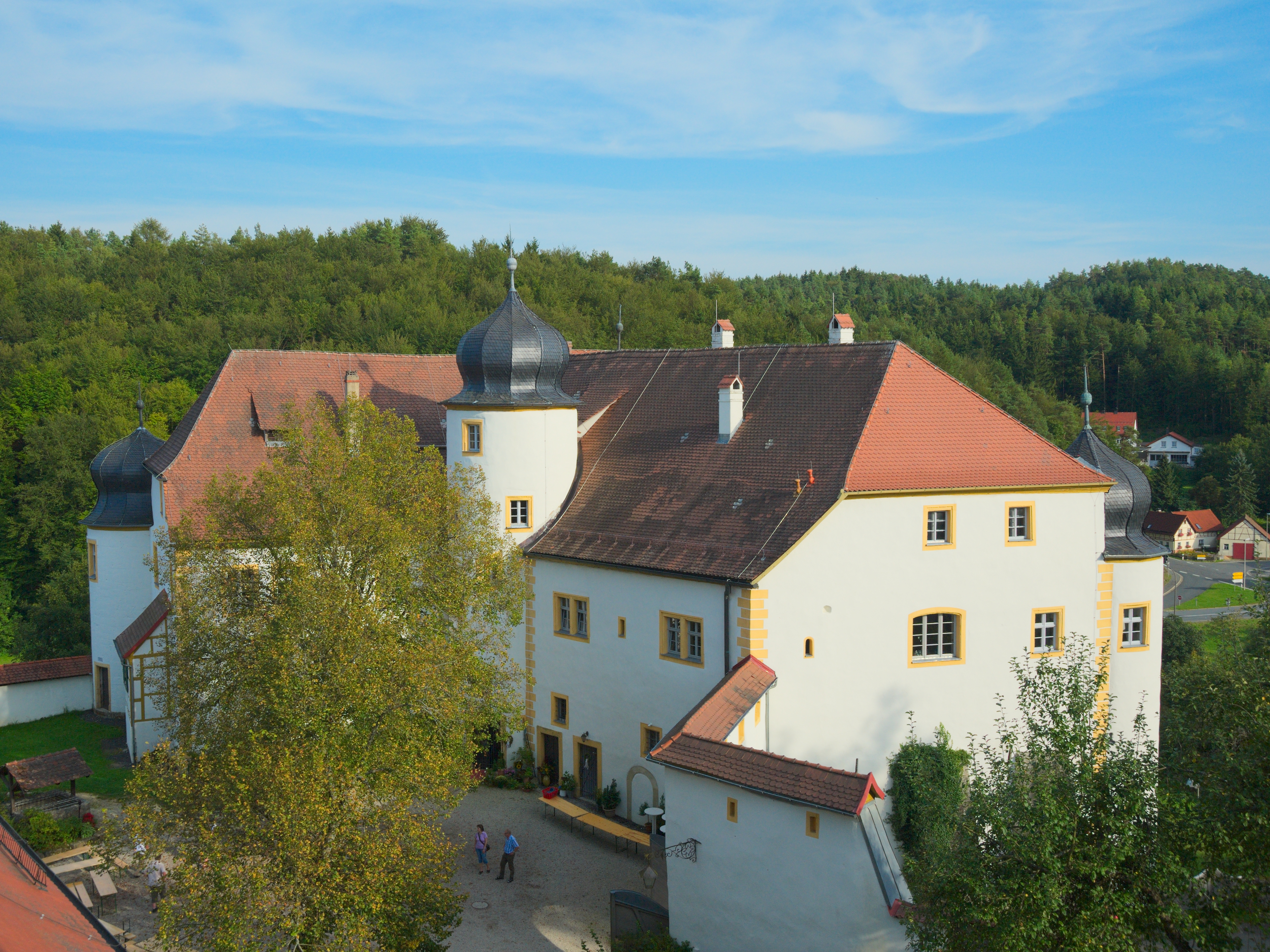
Innenhof

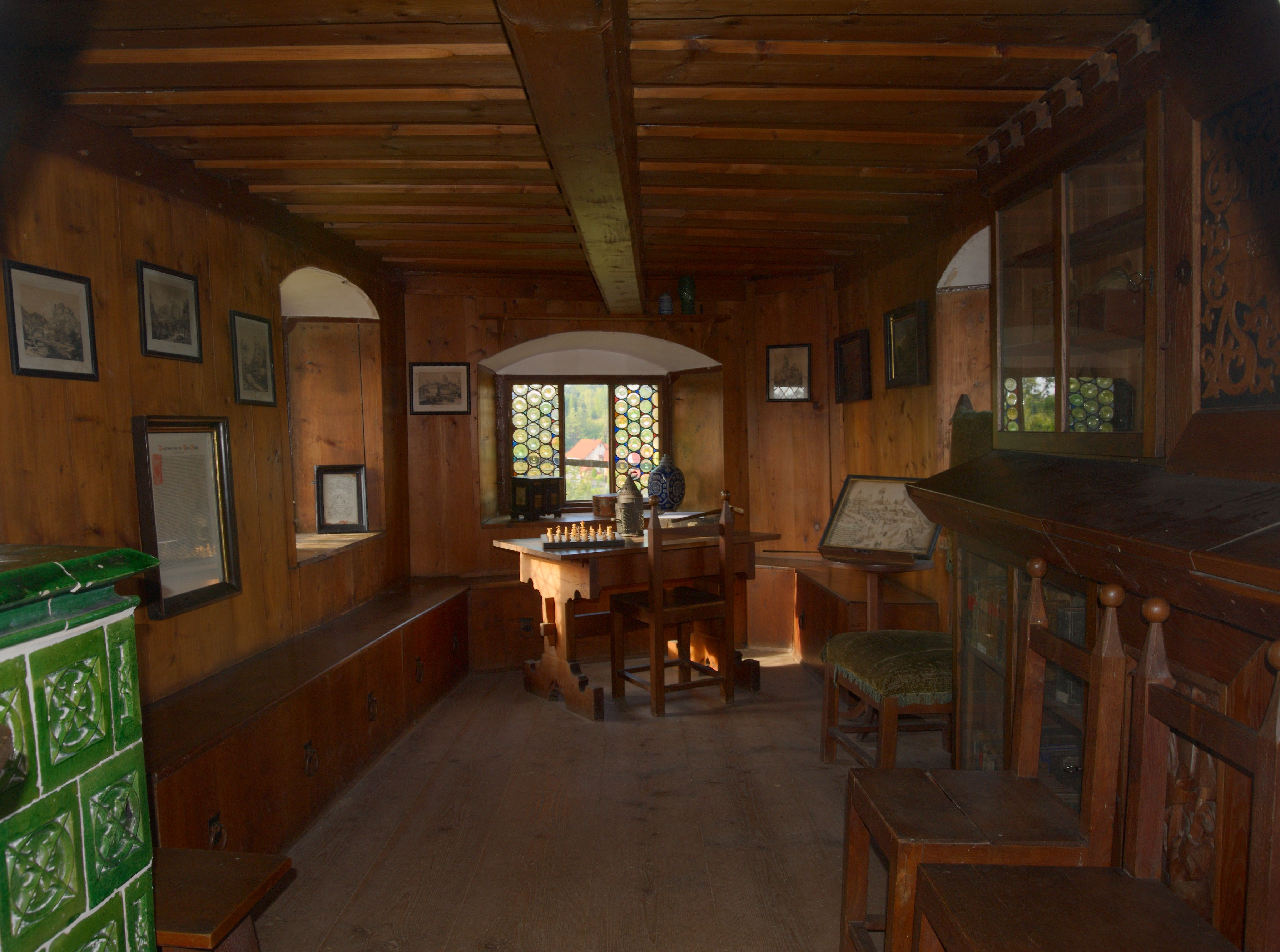
Studierzimmer des Hans von Aufseß im Bergfried

Die Burg Aufseß auf einem Hügel im Ort ist der Stammsitz der freiherrlichen Familie von und zu Aufseß. Die Bezeichnung Unteraufseß ergab sich erst in Abgrenzung zum ab 1690 errichteten und höher gelegenen Schloss Oberaufseß, davor hieß die Anlage jahrhundertelang nur Burg Aufseß. Beide Schlösser befinden sich bis heute im Familienbesitz und können besichtigt werden.
Die erste urkundliche Erwähnung stammt aus dem Jahr 1114, als ein „liber homo“ (freier Herr, d. h. Edelfreier) „Herolt de Ufsaze“ als Treuhänder des Bamberger Stifts St. Jakob genannt wurde. Der tatsächliche Ursprung der Burg könnte aber ins Jahr 1007 zurückgehen. Der Sage nach soll in diesem Jahr ein Ritter „Heinrich von Ufsaze“ zusammen mit König Heinrich, dem späteren Kaiser Heinrich II. (ab 1014), ins Frankenland gezogen sein. Tatsächlich gründete König Heinrich im November des Jahres 1007 das Bistum Bamberg und die Burg Aufseß war möglicherweise Teil des Schutzgürtels, der das junge Bistum gegen Einfälle aus dem Osten schützen sollte.
Der mittelhochdeutsche Name Ufsaze bedeutet ‚auf (dem Felsen) sitzen‘ und nimmt auf die Lage des Bergfrieds Bezug. Die heutige Schreibweise „Aufseß“ erschien erstmals 1301 in einer Urkunde. Der Bergfried auf einem Felsen, ein quadratischer Bruchsteinturm mit Zeltdach, ist der älteste erhaltene Teil der Anlage. Sie wurde durch weitere kleine Anbauten zu einer Fliehburg erweitert.
Die später hinzugekommene Schlosskirche, das Hauptgebäude und das Wirtschaftsgebäude sind von einer vollständig erhaltenen Burgmauer umgeben. Bis zum Dreißigjährigen Krieg wurden sie durch eine weitere Umfassungsmauer am Fuße des Hügels geschützt. Betroffen war die Burg vom Einfall der Hussiten in Oberfranken im Januar/Februar 1430, vom Bauernkrieg im Frühjahr 1525 und vom Dreißigjährigen Krieg. 1677 wurde das Schloss nach Zerstörung wiederhergestellt und der Ostflügel neu erbaut. Die Trennung der Familie in eine protestantische und eine katholische Linie führte zu Spannungen, vor allem beim Wiederaufbau der Schlosskirche.
Hans von und zu Aufseß richtete sich ab etwa 1822 im erhaltenen Bergfried ein Studierzimmer ein. Im Schloss gibt eine von ihm 1840 im romantisierenden Stil ausgestattete Kapelle Aufschluss über die Verwandtschaftsverhältnisse und Traditionen der Familie, unter anderem durch eine Reihe von Wappen verwandter Familien. Als Vorbild der Kapelle diente die Ritterkapelle Haßfurt.
Das Schloss besteht aus einem dreigeschossigen gewinkelten Halbwalmdachbau und verfügt über drei runde Ecktürme mit Zwiebelhauben sowie einen hofseitigen Treppenturm. Das Meingotzhaus ist ein zweigeschossiger Satteldachbau aus dem 12. Jahrhundert. Weitere Gebäude sind der Torbau, die  ehemalige Vogtei, ein zweigeschossiger Satteldachbau, samt Vorbau mit Fachwerkobergeschoss und Walmdach, bezeichnet 1883.

## Abbildungen

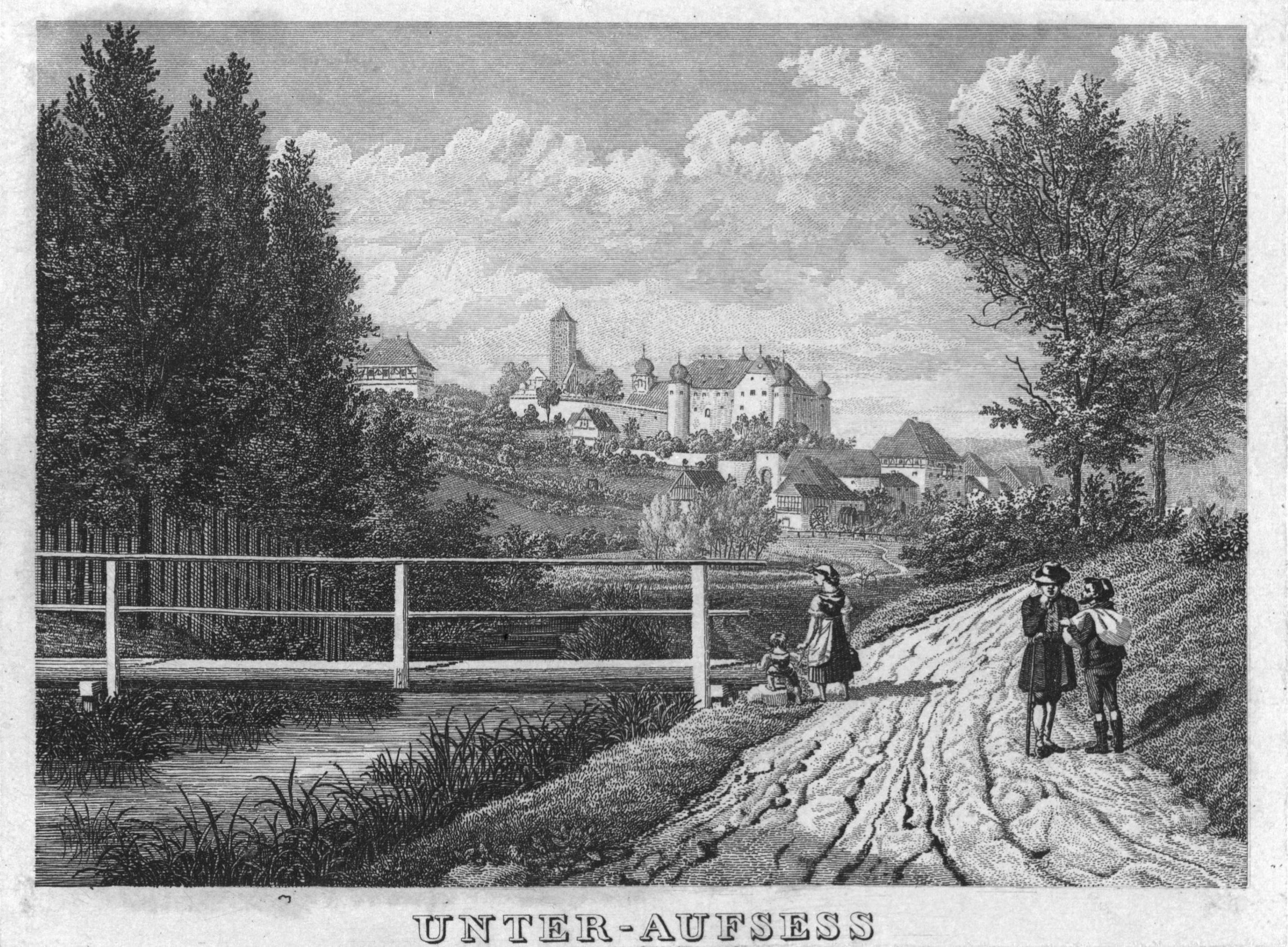
Unteraufseß, 1824
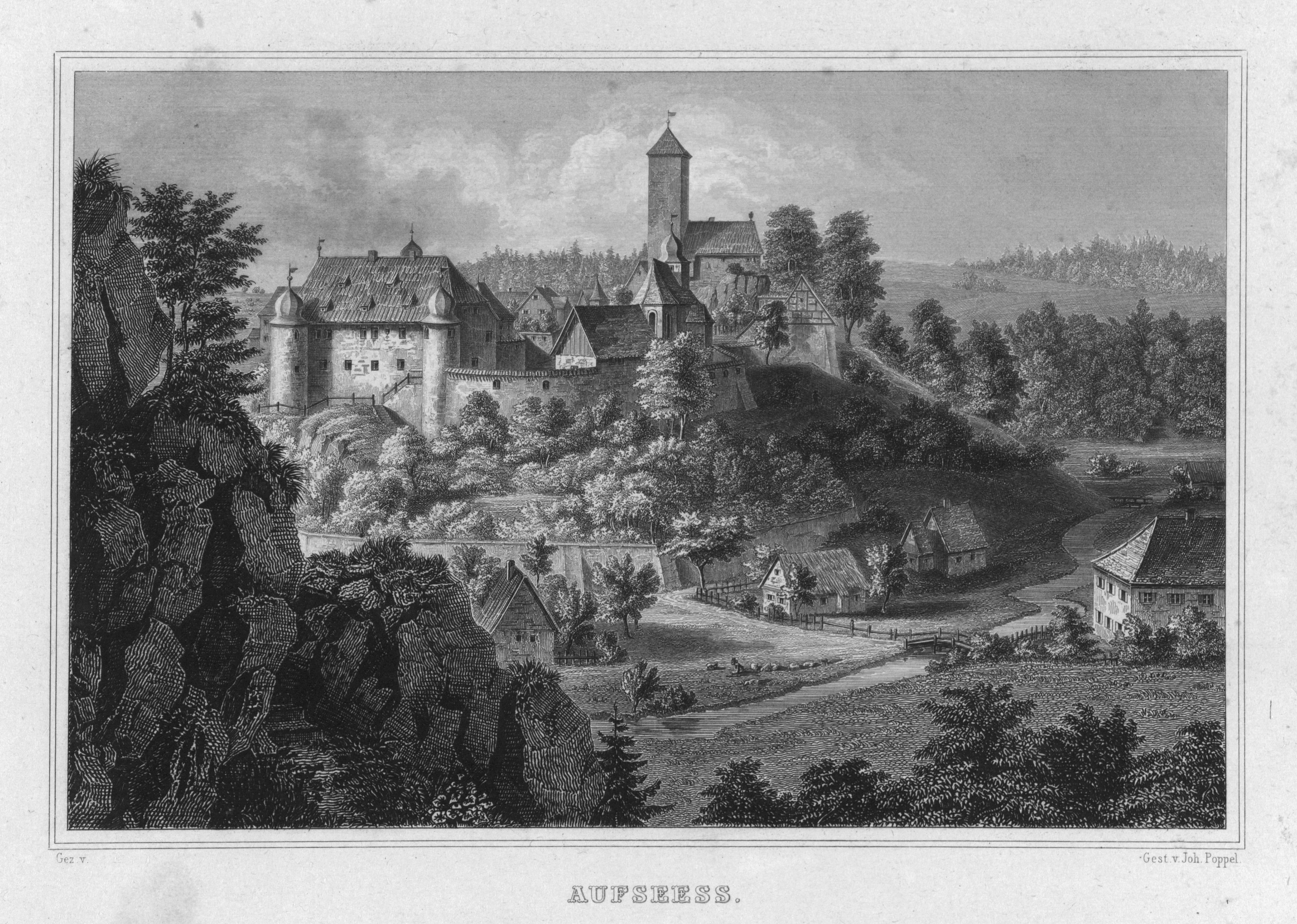
Schloss Unteraufseß, 1840
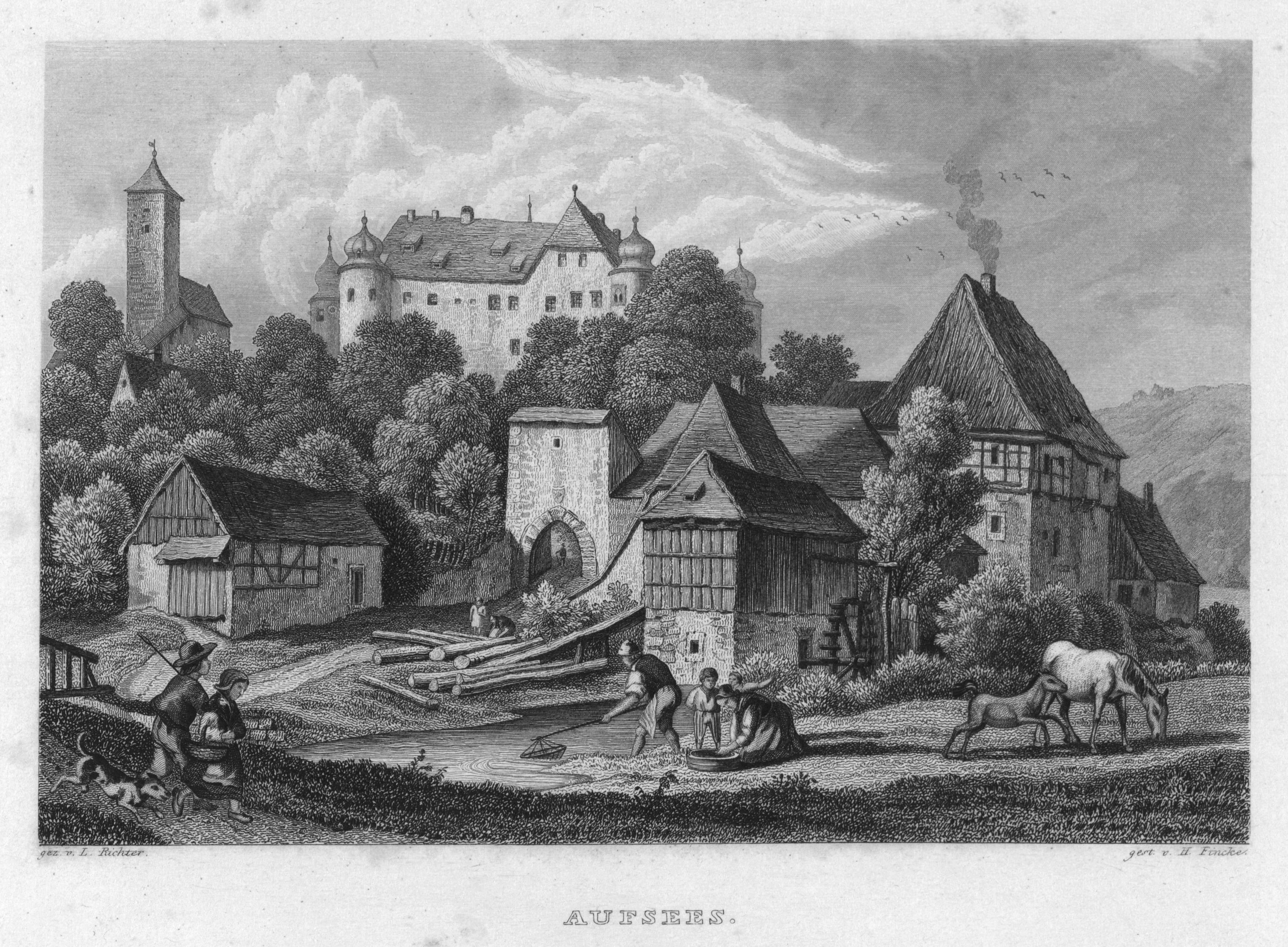
Schloss Unteraufseß, 1840
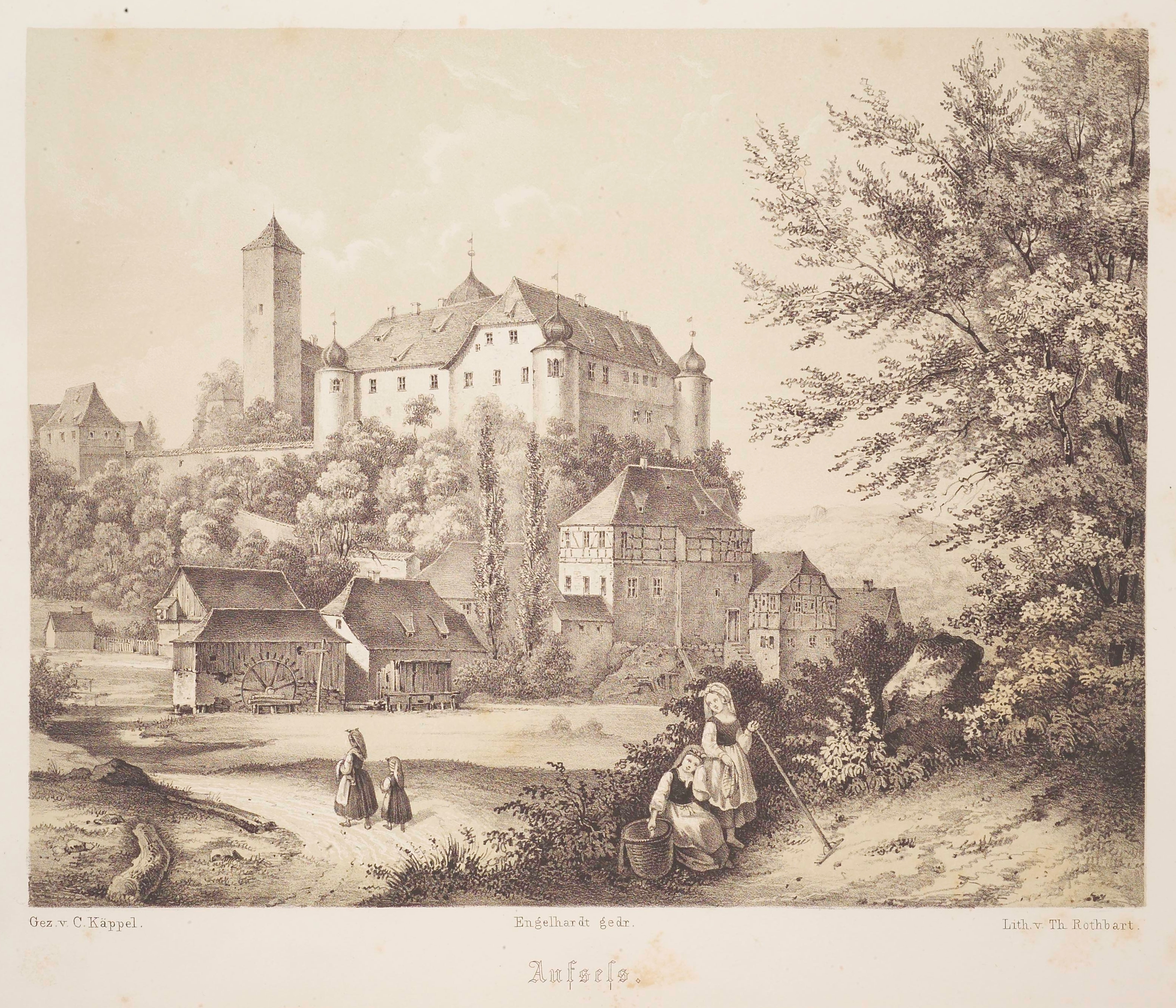
Schloss Unteraufseß, um 1840
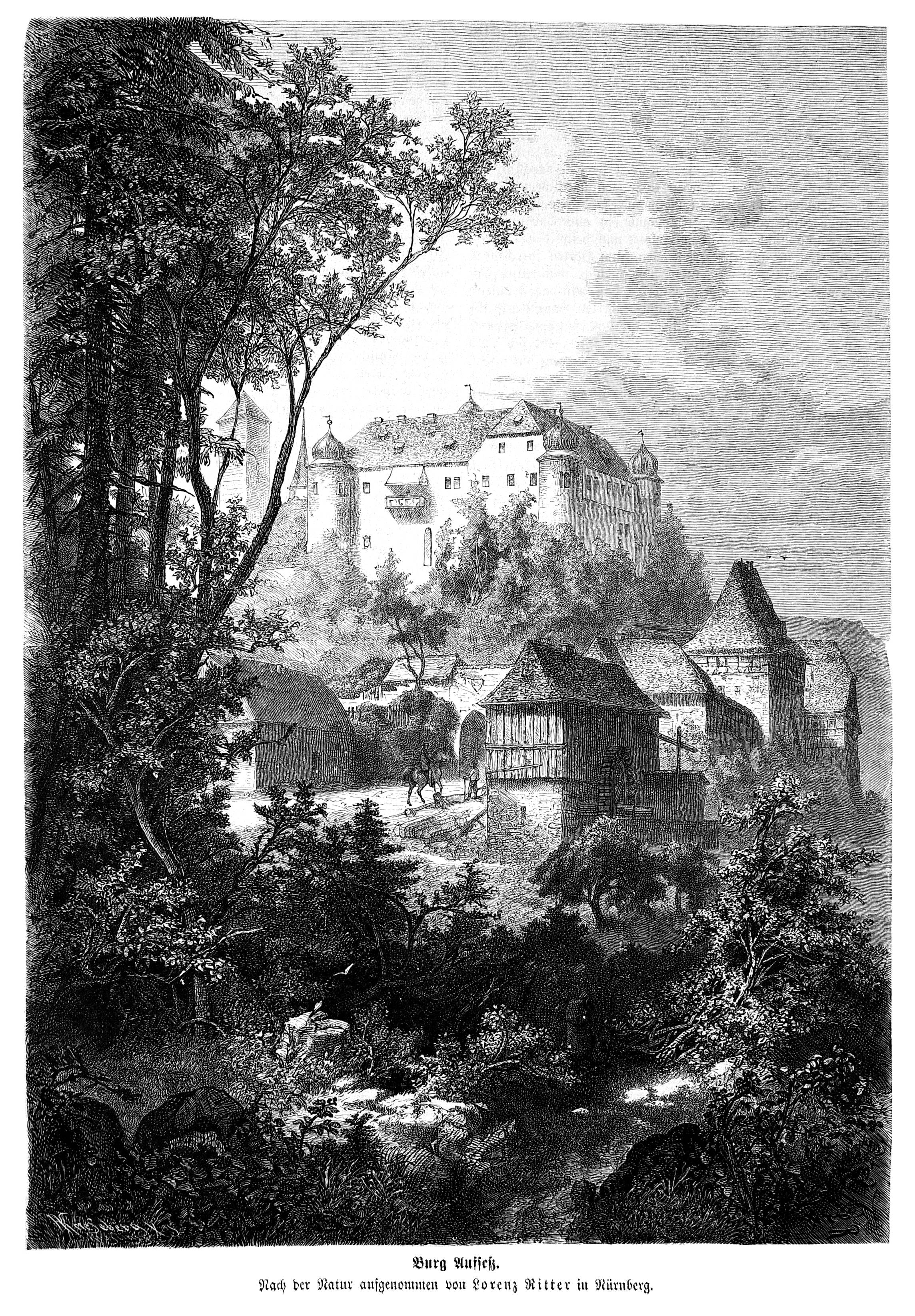
Schloss Unteraufseß, 1872
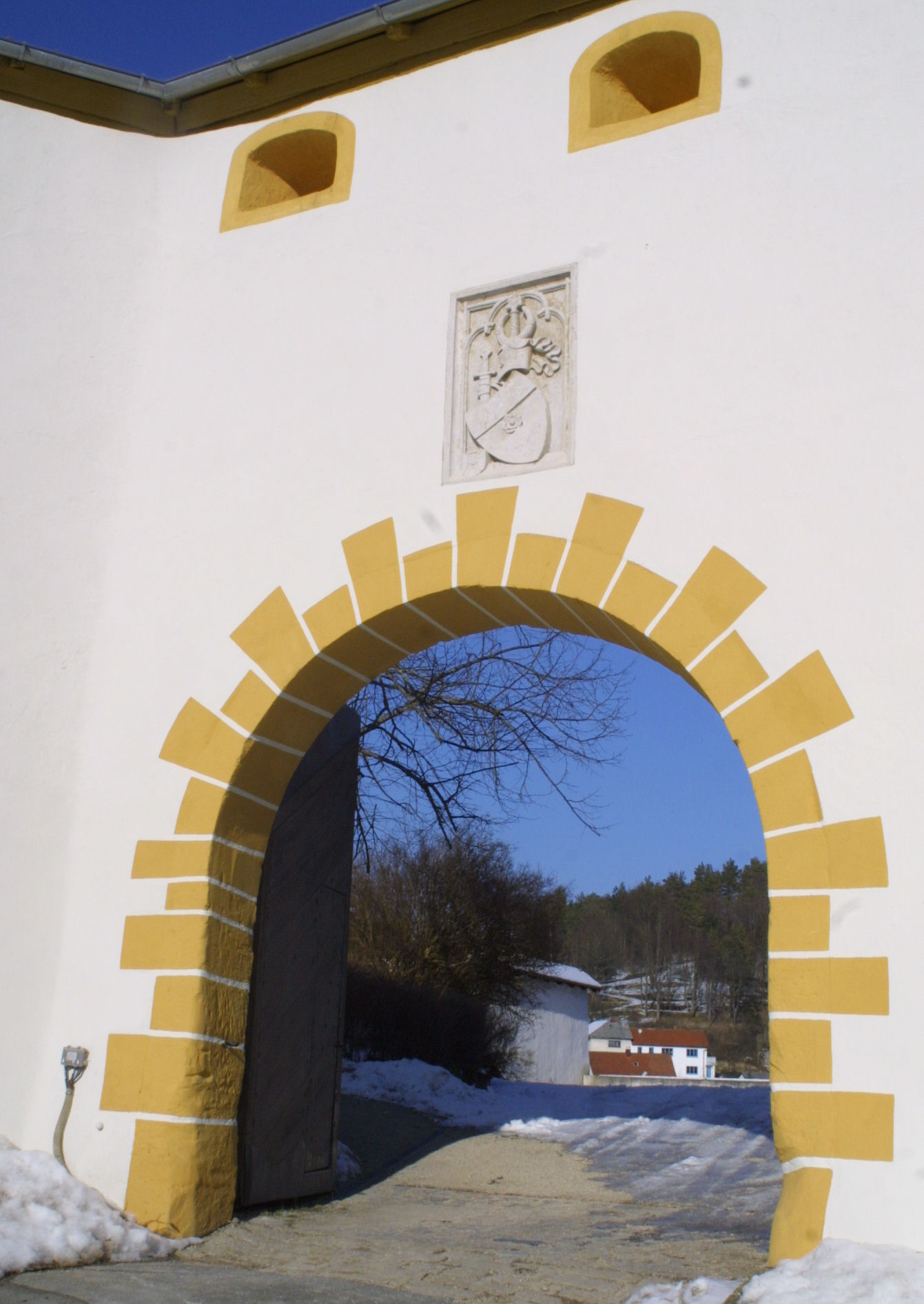
Torbau
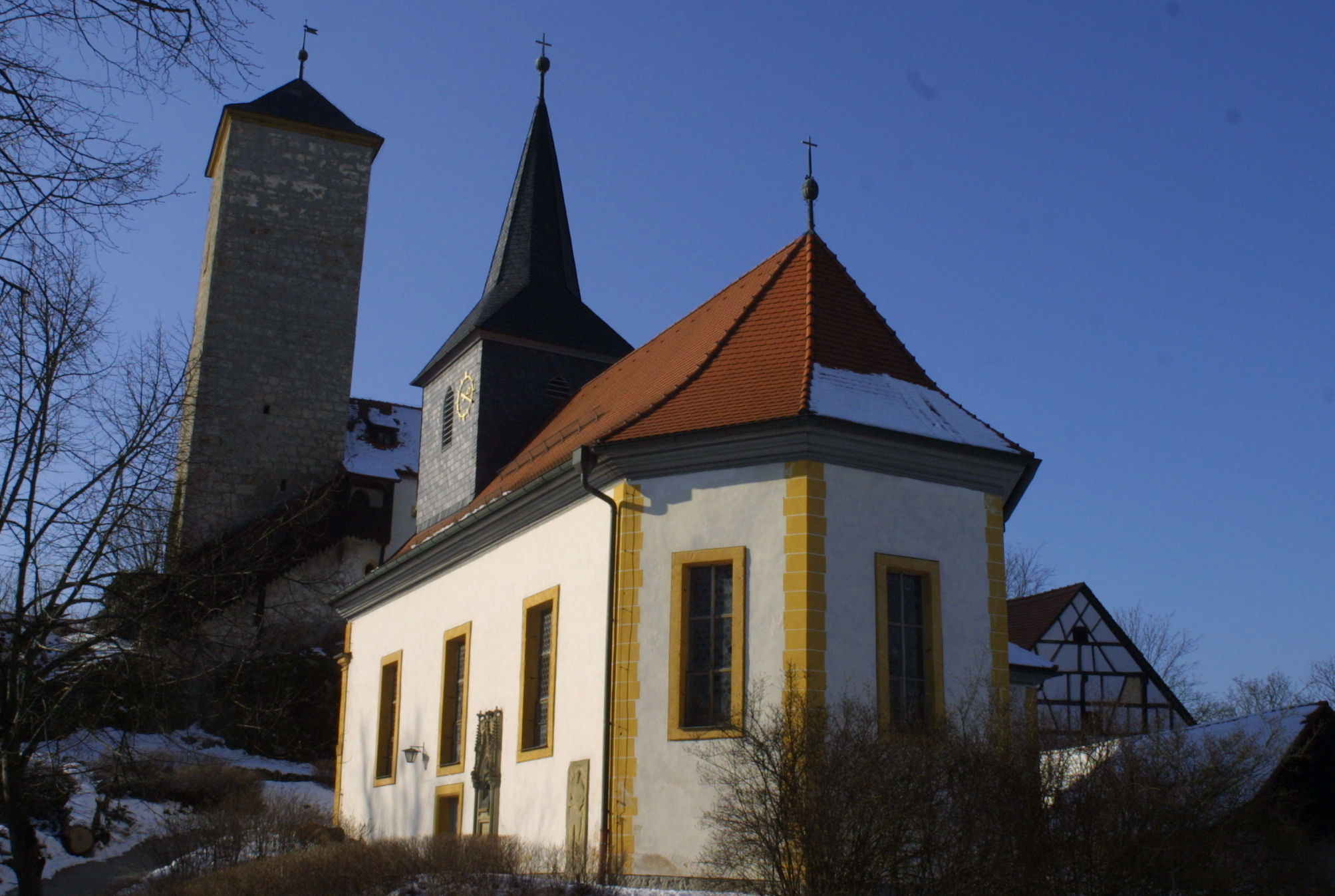
Ev. Schlosskirche
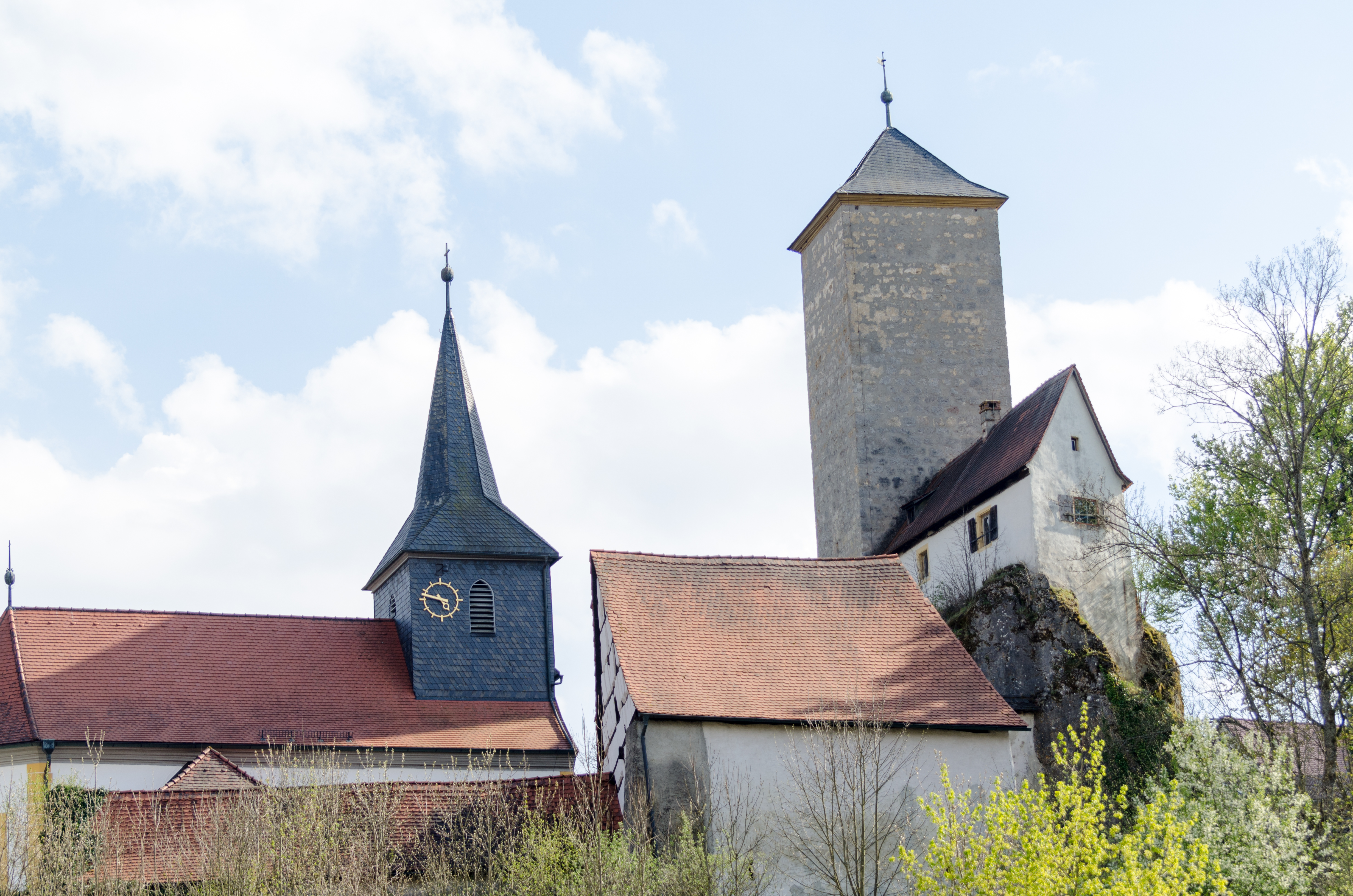
Die Bauten aus dem 12. Jhd.